# قرلى مألوف
القرلِّى المألوف أو قرلِّى الأنهار (الاسم العلمي: Alcedo atthis) هو طائر ينتمي إلى رفراف النهر (فصيلة: Alcedinidae).

## معرض صور

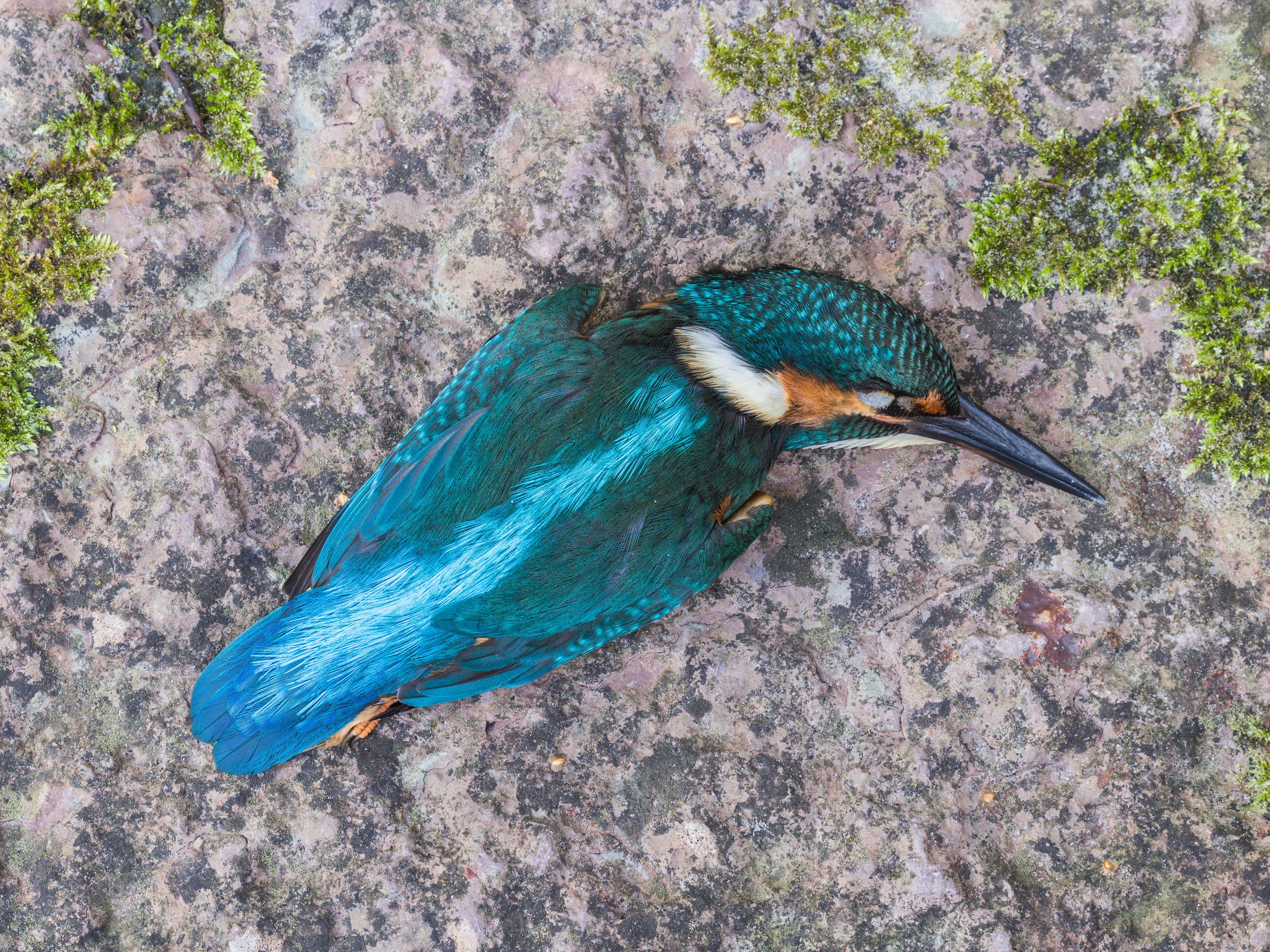
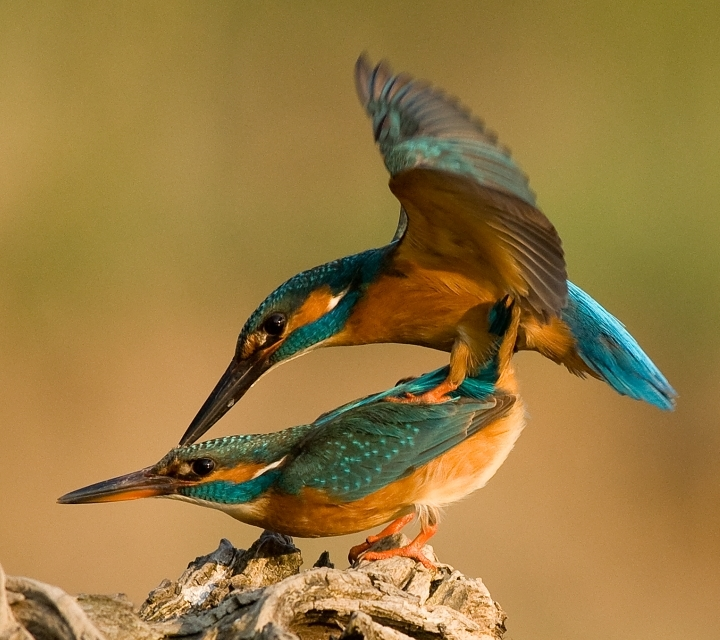
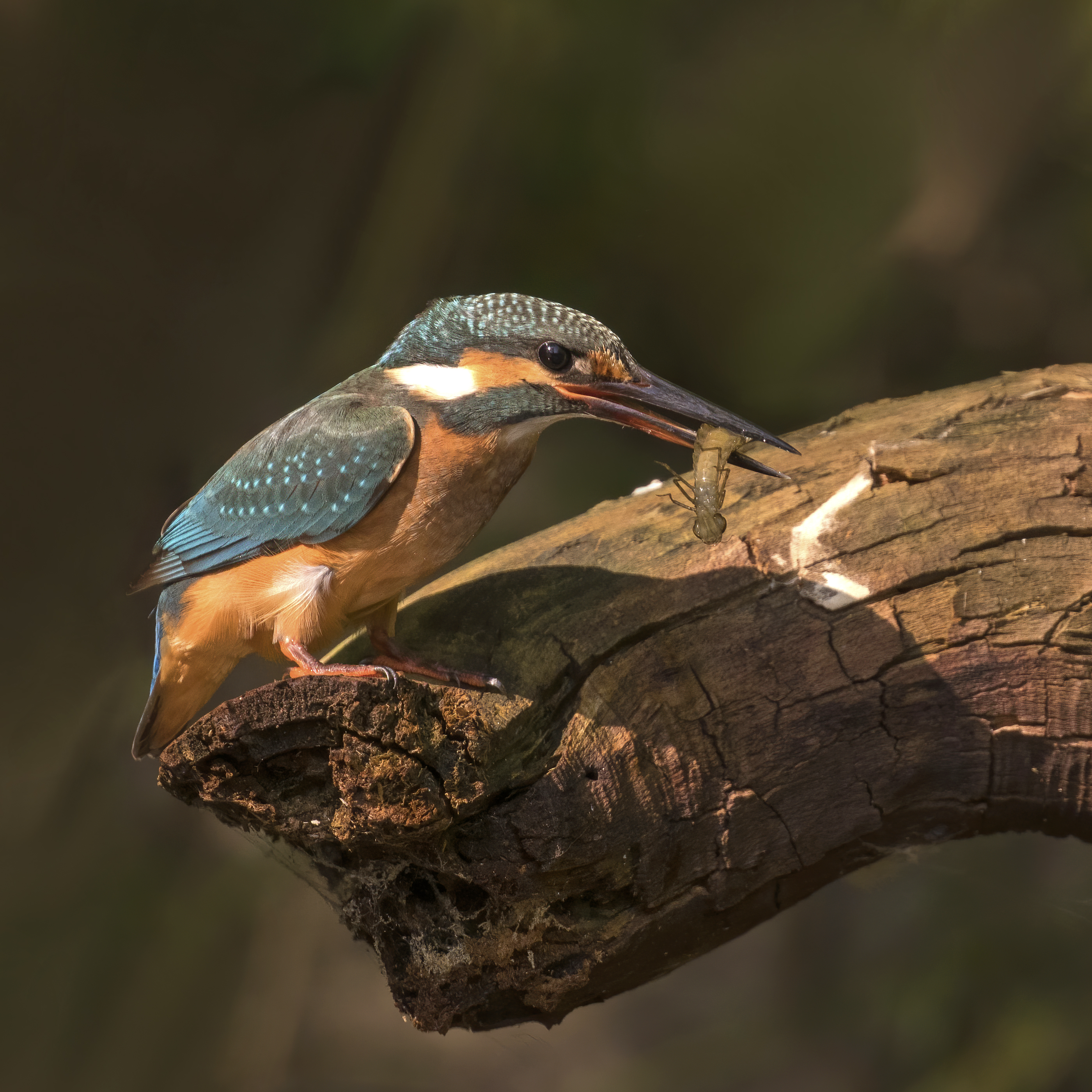
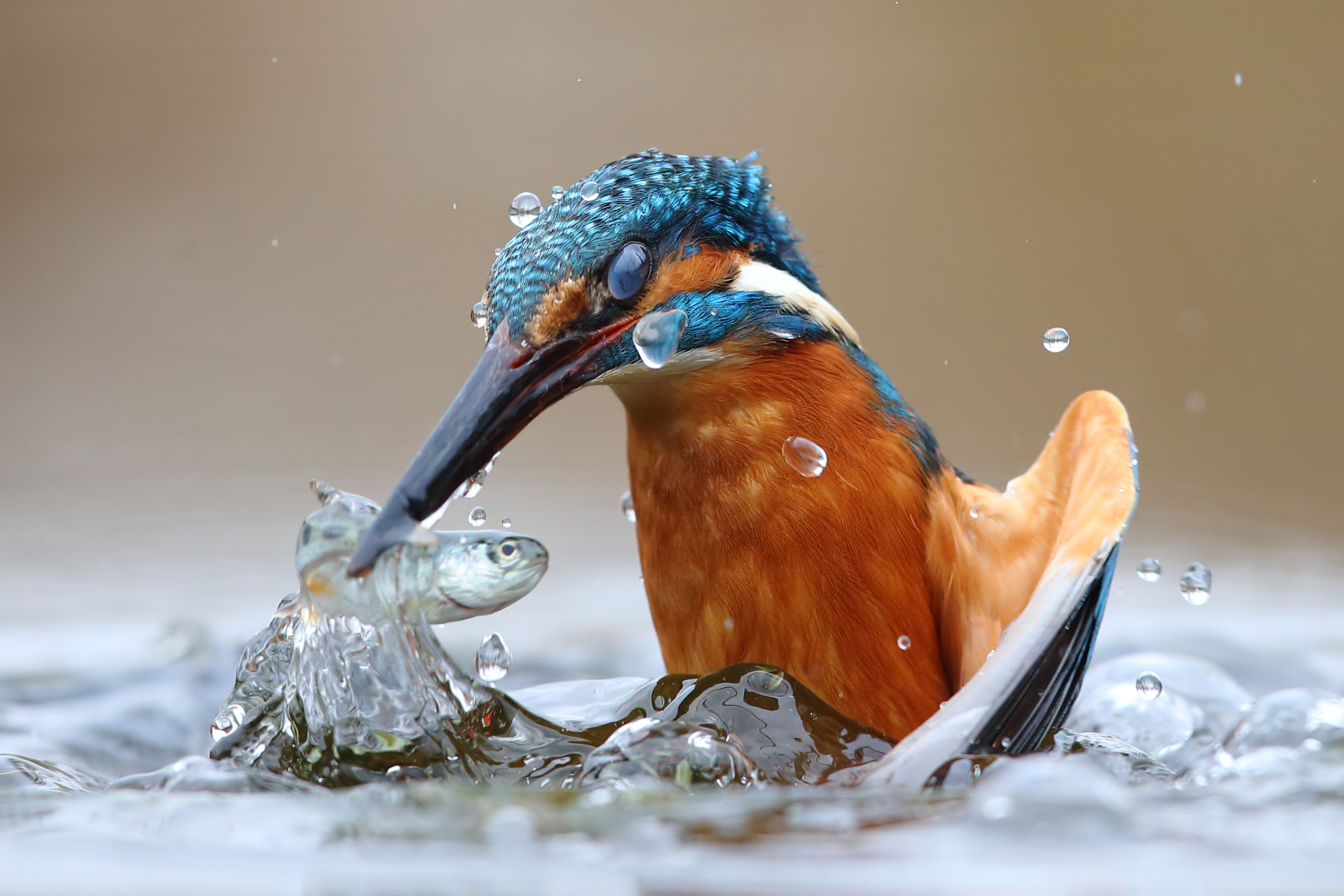